# Вилијамсбург (Ајова)
Вилијамсбург (енгл. Williamsburg) град је у америчкој савезној држави Ајова. По попису становништва из 2010. у њему је живело 3.068 становника.

## Демографија
Према попису становништва из 2010. у граду је живело 3.068 становника, што је 446 (17,0%) становника више него 2000. године.
| Група             | 2000.         | 2010.         |
| Белци             | 2.555 (97,4%) | 2.984 (97,3%) |
| Афроамериканци    | 3 (0,1%)      | 5 (0,2%)      |
| Азијати           | 6 (0,2%)      | 9 (0,3%)      |
| Хиспаноамериканци | 45 (1,7%)     | 45 (1,5%)     |
| Укупно            | 2.622         | 3.068         |